# Tərlan Əhmədov
Tərlan Musa oğlu Əhmədov (auch Tarlan Achmedow oder Tarlan Ahmadov, russisch Тарлан Ахмедов; * 17. November 1971 in Baku, AsSSR) ist ein aserbaidschanischer Fußballspieler. Derzeit arbeitet er als Trainer bei Xəzər Lənkəran. Als Aktiver spielte er vor allem in Baku beim Neftçi Baku. Er spielte aber auch bei anderen aserbaidschanischen Clubs, wie Turan Tovuz, Shafa Baku, Karvan Yevlax und Olimpik Baku, sein letzter Verein. Außerdem spielte er in Russland bei Terek Grosny, Fakel Woronesch und Anschi Machatschkala. Für 2002/03 unterschrieb er im Iran bei Esteghlal Teheran. In der Saison 2003/04 stand er für den ukrainischen Verein Wolyn aus Luzk auf dem Platz.
Sein erstes Länderspiel machte er am 17. September 1992 gegen Georgien (Endstand 3:6). Er hat 73 Länderspiele für Aserbaidschan bestritten. Das letzte Mal lief er am 7. September 2005 gegen Österreich für sein Heimatland auf. Bis zum 12. September 2007 war er alleiniger Rekordnationalspieler Aserbaidschans. Der Rekord wurde dann von Aslan Kərimov eingestellt und am 13. Oktober 2007 überboten.
1999 wurde er zu Aserbaidschans Fußballer des Jahres 1999 gewählt.